# 성내역 (고원)
성내역(城內驛)은 조선민주주의인민공화국 함경남도 고원군 성내리에 위치한 평라선의 철도역이다.

## 역사
- 1937년 12월 16일 : 평원선으로 성내 - 고원구간 개통에 따라 개업
- 1941년 4월 1일 : 양덕 - 성내 구간 개통, 평원선 완전 개통
- 일자 불명 : 평라선으로 편입